# Минътмен
Минътмен (на английски: Minutemen) е название за въоръжени мъже, участващи в опълченски отряди срещу британската армия по време на Американската война за независимост. Думата произлиза от английското Minute (минута), понеже минътмените са били готови за битка само минута, след като са получили известие. Отрядите от минътмени са съставяли една четвърт от всички американски опълчения по време на войната, а членовете им са били по-млади и по-издръжливи от останалите войници. Мрежата на минътмените е била изключително гъвкава и често е служела за ранно предупреждение на другите американски войскови формирования. Произходът на тези войски обаче датира много преди войната - още през 1645 година в Масачузетс са набирани млади мъже, които е трябвало да служат в сили за бързо реагиране за защита на колониите.